# Schowt (Verwaltungsbezirk)
Schowt (persisch شهرستان شوط) ist ein Schahrestan in der Provinz West-Aserbaidschan im Iran. Er ist nach dem Sitz dieses Verwaltungsbezirks, der Stadt Schowt, benannt. 

## Demografie
Bei der Volkszählung 2016 betrug die Einwohnerzahl des Schahrestan 55.682. Die Alphabetisierung lag bei 75 Prozent der Bevölkerung. Knapp 50 Prozent der Bevölkerung lebten in urbanen Regionen.
| Zensusjahr | Einwohnerzahl |
| ---------- | ------------- |
| 2011       | 52.519        |
| 2016       | 55.682        |